# Kuştaşı, Güroymak
Kuştaşı là một xã thuộc huyện Güroymak, tỉnh Bitlis, Thổ Nhĩ Kỳ. Dân số thời điểm năm 2011 là 371 người.